# Pichit Island
Pichit Island är en ö i Kanada.   Den ligger i territoriet Nunavut, i den östra delen av landet, 2 100 km norr om huvudstaden Ottawa.
Trakten runt Pichit Island består i huvudsak av gräsmarker.